# Willis Hall
Willis Hall (Leeds, 6 aprile 1929 – Ilkley, 7 marzo 2005) è stato uno sceneggiatore e scrittore britannico.

## Carriera
La sua opera più famosa è stata probabilmente Billy Liar (1960), scritta insieme all'amico e collaboratore Keith Waterhouse e tratta da un romanzo di quest'ultimo. Tuttavia, la fama di Hall è nata grazie ad una sua produzione intitolata The Long and the Short and the Tall, che raccontava la storia di un soldato britannico perso nella giungla malese. Successivamente, ha scritto un libro intitolato Henry Hollind and the Dinosaur.
Hall ha scritto più di una dozzina di libri per bambini, tra i quali notevole è una serie che racconta la storia di una famiglia di nome Hollins, che incontra un vampiro vegetariano che si chiama Conte Alucard. Egli ha scritto inoltre più di 40 produzioni radiofoniche e televisive, oltre ad aver contribuito a molte serie televisive, tra le quali figurano The Return of the Antelope e Minder.
Egli ha scritto un musical sullo spaventapasseri Worzel Gummidge, e ne ha basati altri sui libri L'isola del tesoro ed Il vento tra i salici.
È stato sposato per un periodo con l'attrice britannica Jill Bennett, dalla quale divorziò per sposarsi con Dorothy Kingsmill. Anche la seconda relazione finì, e nel 1973 Hall si sposò per l'ultima volta con l'attrice ed autrice Valerie Shute.
Willis Hall è morto all'età di 75 anni ad Ilkley, Yorkshire. Precedentemente era membro del Magic Circle, ed aveva utilizzato le sue conoscenze ed abilità nel campo per scrivere i libri del Conte Alucard.